# Classe Foudre
A classe Foudre é uma classe de Navios Doca Multipropósito projetada e construída para a Marinha Francesa. Designado Transport de Chalands de Débarquement (Transporte de barcaça de desembarque, eles foram destinados para substituir a classe Ouragan, com a construção de quatro embarcações sendo planejada. Apenas dois foram construídos e os dois restantes foram reordenados como a classe Mistral. Os dois navios da classe Foudre, Foudre e Siroco, operaram com a Marinha Francesa entre 1990 e 2014. Substituídos pelos Mistrals, em 2011 o Foudre foi vendido para a Marinha do Chile, enquanto o Siroco foi vendido para a Marinha do Brasil em 2015.

## Design
A classe Foudre foi projetada para embarcar um regimento mecanizado da Força de Ação Rápida (em francês:  Force d'action rapide) e atuar como seu navio de apoio logístico uma vez no teatro. Designados Transport de Chalands de Débarquement pela Marinha Francesa, eles foram encomendados como substitutos da classe Ouragan com melhorias em relação ao design anterior. As melhorias incluíram maior velocidade, hangar para helicópteros, elevador que permitisse a transferência mais rápida de carga entre os conveses do navio e rampa lateral para embarque, permitindo o carregamento de tropas e veículos a partir do cais. Devido a atrasos na aquisição dos navios, os dois navios foram construídos com layouts ligeiramente diferentes, com o segundo navio da classe, Siroco, incorporando uma série de melhorias posteriormente adicionadas ao primeiro, Foudre. O Foudre desloca 8 190 toneladas levemente carregado, 9 300 em carga padrão, 11 880 a plena carga e 17 200 quando parcialmente inundado (desembarcando navios menores). O Siroco tem um deslocamento de 8 230 toneladas à carga mínima, 12 013 a plena carga e 17 205 quando desembarca navios de porte menor. As embarcações têm 168 metros de comprimento em geral, 160 metros entre perpendiculares com uma boca de 23,5 metros (22 na linha d'água) com um calado de 5,2 metros (padrão) e 9,1 metros quando inundado para desembarque de embarcações.
Os navios são propulsionados por duas hélices de passo variável alimentadas por dois motores a diesel SEMT-Pielstick 16 PC 2.5 V400 criando 20 760 cavalo-vapor. As embarcações também contam com propulsor de proa de setecentos quilowatts usado principalmente durante operações anfíbias. Os navios da classe Foudre têm uma velocidade máxima de 21 nós (39 quilômetros por hora)  e um alcance de vinte mil quilômetros a quinze nós (28 quilômetros por hora). Eles são equipados com cinco grupos geradores a diesel de 450 quilowatts, gerando um total de 4.250 quilowatts de eletricidade. Os navios têm autonomia de trinta dias no mar. A cidadela é fortemente protegida.

### Capacidade anfíbia

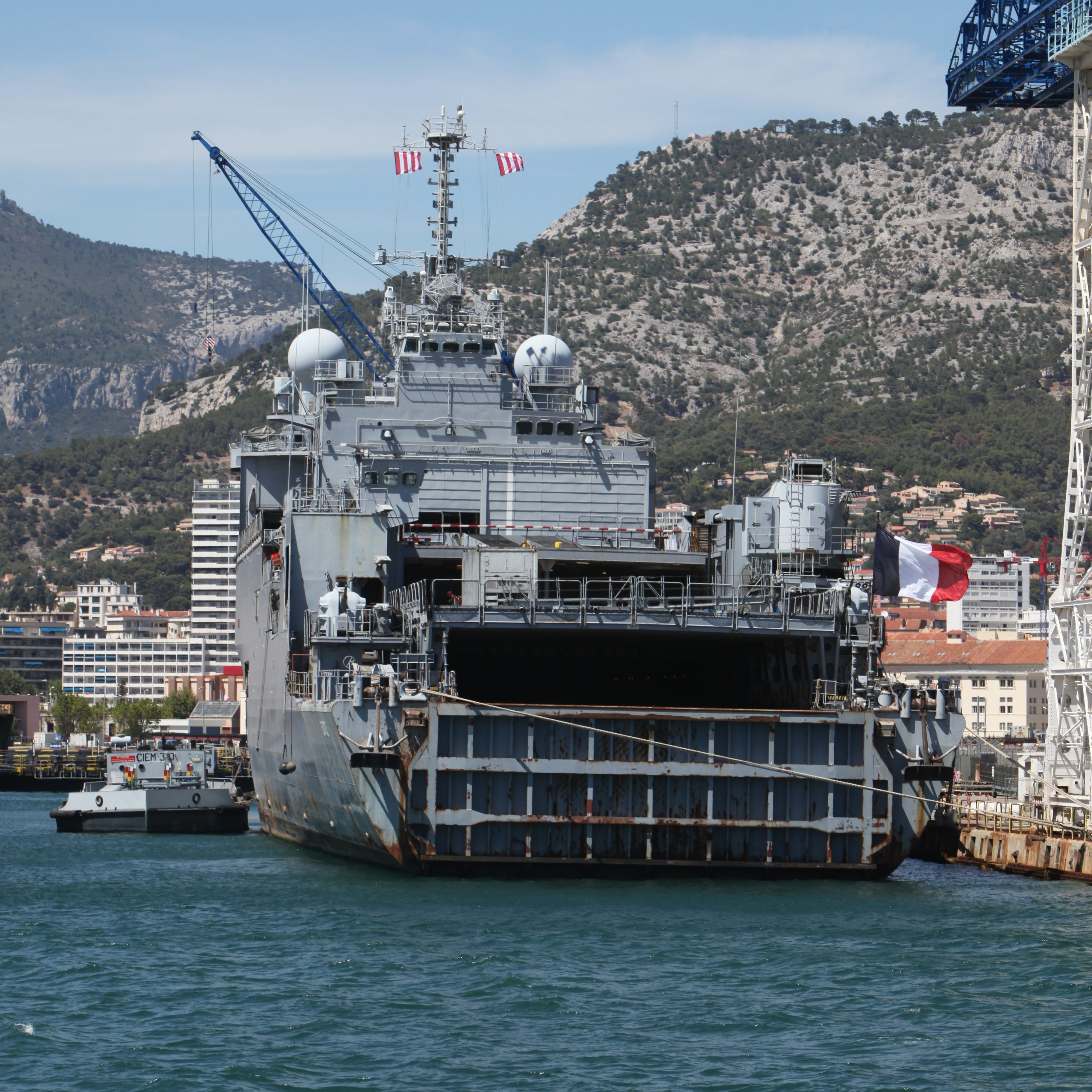
Uma visão traseira do convés de fundo

classe Foudre carrega grandes áreas de armazenamento que podem ser usadas para transportar tanques e veículos de batalha. Cada navio tem 13,5 metros de doca capazes de armazenar dez chaland de transport de matériel (CTMs) ou um chaland de débarquement d'infanterie et de chars (CDIC)/engin de débarquement d'infanterie et de chars (EDIC) com quatro CTMs ou dois CDICs. Eles também podem armazenar dois veículos de desembarque suspensos em serviolas no través da parte traseira do poço de atracação. A embarcação de desembarque pode ser lançada ao mar enchendo os tanques de lastro, abaixando o navio e abrindo a porta traseira, inundando o convés do poço com três de água. Os navios podem lastrear em 30 minutos com sete mil metros quadrados de lastro. Demora mais 45 minutos para deslastro. Para ajudar no carregamento mais rápido do cais do navio, as embarcações receberam capacidade de carregamento lateral. O convés traseiro é capaz de atracar um navio de até quatrocentas toneladas.
Os navios têm acomodação permanente para 470 soldados, mas podem suportar até dois mil por três dias. Têm capacidade para veículos de 1 080 toneladas e cargas estivadas em uma área de 1 360 metros quadrados. Isso pode ser estendido usando o terço dianteiro do convés traseiro, que é mantido seco por meio de uma ensecadeira. Os decks traseiros e de carga são atendidos por um elevador de 13,5 metros com capacidade de elevação de 56 toneladas e um guindaste com 37 toneladas de capacidade de elevação no Foudre e 38 toneladas no Siroco. Os navios também podem armazenar até 150 toneladas de combustível. Eles também ostentam seiscentos metros quadrados de área hospitalar localizada abaixo da cabine de comando para facilitar a transferência de vítimas. As instalações do hospital incluem duas salas de operação cirúrgica e 47 leitos. Os navios também possuem instalações de reparo e manutenção.

### Aeronaves
Os navios da classe Foudre estão equipados com um hangar capaz de acomodar quatro Eurocopter Super Puma ou dois Aérospatiale Super Frelon. Cada um deles tem uma cabine de comando no meio do navio capaz de operar dois helicópteros Super Puma simultaneamente. O convés de vôo do Foudre, medindo 1 450 quilômetros quadrados, tem dois pontos de pouso, mas apenas um equipado com sistemas de transporte SAMAHE. O deck de vôo do Siroco mede 1 740 m² depois de ser sido estendido para trás. Ambos os navios podem acionar um local de pouso adicional de trinta por quinze metros num helicóptero portátil e uma plataforma de armazenamento de veículos à ré. Cinco seções flutuantes de seis metros, com 25 toneladas, podem ser adicionadas ou levantadas pelos guindastes de 37/38 toneladas. Os navios transportam 184 mil litros de combustível de aviação JP-5.

### Armamento e sensores
O Foudre estava inicialmente armado com dois lançadores Sadral de dois cartuchos para mísseis terra-ar Mistral, um localizado em cada lado da ponte e um canhão de quarenta milímetros e canhões Oerlikon de 20 milímetros em reparos singelos. O míssil Mistral é teleguiado por infravermelho com alcance de quatro quilômetros com uma ogiva de três kg. Os lançadores Sadral foram substituídos por lançadores Simbad, com o número sendo posteriormente aumentado para três no Foudre com o terceiro suporte instalado no topo da ponte. Em 1998, os canhões de quarenta e vinte milímetros foram removidos e substituídos por canhões Breda-Mauser de trinta milímetros.  Os canhões de trinta milímetros podem disparar projéteis de 0,36 kg a três quilômetros a oitocentas salvas por minuto. O Siroco foi equipado com canhões de trinta milímetros durante a construção e recebeu um terceiro lançador Simbad em 2002. Ambos os navios estão equipados com quatro metralhadoras de 12,7 milímetros.
Ambos os navios receberam sensores SENIT 8.01 com recepção Link 11 e sistemas de suporte de comando OPSMER. Dois sistemas optrônicos de controle de disparo SAGEM VIGY-105 foram instalados para os canhões de trinta milímetros. Eles são equipados com radar de busca aérea e de superfície Thomson-CSF DRBV 21A Mars operando na banda D e um radar de busca de superfície Racal Decca 2459 operando na banda I. Para guerra eletrônica, as embarcações montam sistemas de antitorpedo Thales ARBB-36 e SLQ-25 Nixie. Um dos radares de navegação DRBN 34A está situado na popa para auxiliar nas operações de voo de helicóptero.

## Navios
| Dados da classe Foudre | Dados da classe Foudre | Dados da classe Foudre | Dados da classe Foudre | Dados da classe Foudre | Dados da classe Foudre | Dados da classe Foudre                                 |
| Número                 | Nome                   | Construtor             | Batimento              | Lançamento             | Comissionamento        | Destino                                                |
| ---------------------- | ---------------------- | ---------------------- | ---------------------- | ---------------------- | ---------------------- | ------------------------------------------------------ |
| L9011                  | Foudre                 | DCN Brest              | 26 de março de 1986    | 19 de novembro de 1988 | 7 de dezembro de 1990  | vendido em 2011 para o Chile, renomeado Sargento Aldea |
| L9012                  | Siroco                 | DCN Brest              | 2 de outubro de 1994   | 14 de dezembro de 1996 | 21 de dezembro de 1998 | vendido em 2015 para o Brasil, renomeado Bahia         |

## Construção e carreira

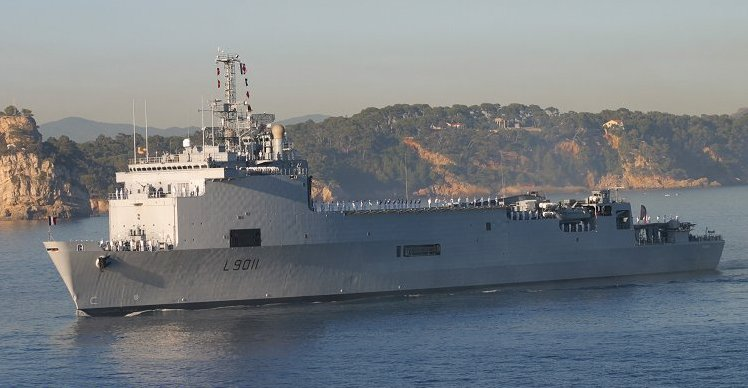
O Foudre

Três navios foram encomendados como parte do programa naval de 1984-1988. O Foudre foi encomendado em 5 de novembro de 1984. No entanto, questões orçamentárias atrasaram a construção dos dois cascos seguintes e eles foram adiados para orçamentos posteriores. Eventualmente, o Siroco foi encomendado em 11 de abril de 1994 com os dois cascos restantes do pedido anterior reordenados como a classe Mistral. Ambos os navios foram construídos pela DCN Brest, com Foudre entrando em serviço em 1990 e Siroco em 1998. Ambos os navios foram designados para a Força de Ação Naval com sede em Toulon. Em 1999, Siroco foi destacado para o Timor-Leste como parte da Força Internacional para Timor-Leste.
O Foudre foi retirado de serviço pela Marinha Francesa em 2011. Em outubro de 2011, foi anunciado que o Chile e a França haviam finalizado as negociações para a venda do Foudre ao Chile por cerca de oitenta milhões de dólares. A data oficial de compra foi 21 de novembro de 2011 e o navio foi transferido em 23 de dezembro. O Foudre entrou em serviço na Marinha do Chile como Sargento Aldea. O Livro Branco francês de 2013 sobre Defesa e Segurança Nacional disse que o Siroco seria desativado, uma decisão confirmada em outubro de 2014. Após o fracasso das negociações com Portugal, o navio foi vendido para o Brasil em julho de 2015 e entrou em serviço como Bahia.